# Fuh You
Fuh You è un brano musicale dell'artista britannico Paul McCartney, pubblicato come singolo il 17 giugno 2018,  dalla Capitol Records, estratto dall'album Egypt Station. 

## Descrizione
La composizione del brano è molto semplice: gli strumenti infatti sono, oltre alla voce, il pianoforte, gli archi, la batteria e il basso e alcuni sono probabilmente elettronici. Lo schema della canzone è ABCDABCDED, e gli accordi sono solo quattro, che si ripetono per tutto il brano.
Nell'edizione speciale dell'album, Egypt Station Explorer's Edition, è contenuta la versione dal vivo del brano durante un'esibizione alla Central Station di New York.

## Tracce
1. Fuh You – 3:25